# День підприємця
Де́нь підприє́мця — свято України. Відзначається щорічно у першу неділю вересня.

## Історія свята
Свято встановлено в Україні «…враховуючи роль підприємництва у здійсненні економічних реформ в Україні, вирішенні соціально-економічних проблем та визнаючи його вплив на формування, становлення та розвиток національної економіки…» згідно з Указом Президента України «Про День підприємця» від 5 жовтня 1998 року № 1110/98.